# HTC
Tập đoàn HTC (tiếng Trung: 宏達國際電子股份有限公司; bính âm: Hóngdá Guójì Diànzǐ Gǔfèn Yǒuxiàn Gōngsī), viết tắt của High Tech Computer Corporation, mã giao dịch trên thị trường chứng khoán TAIEX: 2498, là tập đoàn sản xuất các thiết bị cầm tay của Đài Loan, có trụ sở tại quận Tân Điếm, Thành phố Tân Bắc, Đài Loan. Nổi tiếng với dòng sản phẩm điện thoại thông minh. Được thành lập vào năm 1997, HTC bắt đầu như là một nhà thiết kế và chế tạo sản phẩm theo đơn đặt hàng và nhà sản xuất phụ tùng gốc, thiết kế và sản xuất máy tính xách tay.  Ban đầu công ty sản xuất smartphone dựa trên hệ điều hành Windows Mobile của Microsoft, nhưng đến 2009 họ thay đổi tiêu điểm từ thiết bị chạy Windows Mobile thành thiết bị dựa trên nền tảng Android, và đến 2010 là thiết bị sử dụng Windows Phone.
HTC cũng là một thành viên của Open Handset Alliance - Liên minh thiết bị cầm tay mở rộng, một nhóm các nhà sản xuất thiết bị cầm tay và các nhà khai thác mạng di động tập trung phát triển các thiết bị chạy trên nền tảng Android. Điện thoại HTC Dream, bán ra bởi T-Mobile và ở nhiều nước được gọi là T-Mobile G1, là điện thoại đầu tiên trên thị trường sử dụng nền tảng Android.
Mặc dù ban đầu thành công với tư cách là một nhà cung cấp điện thoại thông minh, sự cạnh tranh với Apple Inc. và Samsung Electronics đã pha loãng thị phần, chỉ đạt 7,2% vào tháng 4 năm 2015 và công ty đã trải qua những tổn thất ròng liên tiếp. Trong năm 2016, HTC bắt đầu đa dạng hoá hoạt động kinh doanh của mình ngoài điện thoại thông minh, đã hợp tác với Valve để sản xuất một nền tảng thực tế ảo được gọi là HTC Vive. Sau khi hợp tác với công ty về điện thoại thông minh Pixel, HTC đã bán được gần một nửa thiết kế và nghiên cứu của mình, cũng như các quyền không độc quyền đối với quyền sở hữu trí tuệ có liên quan đến điện thoại thông minh cho Google trong năm 2017 với giá 1,1 tỷ USD.

## Lịch sử

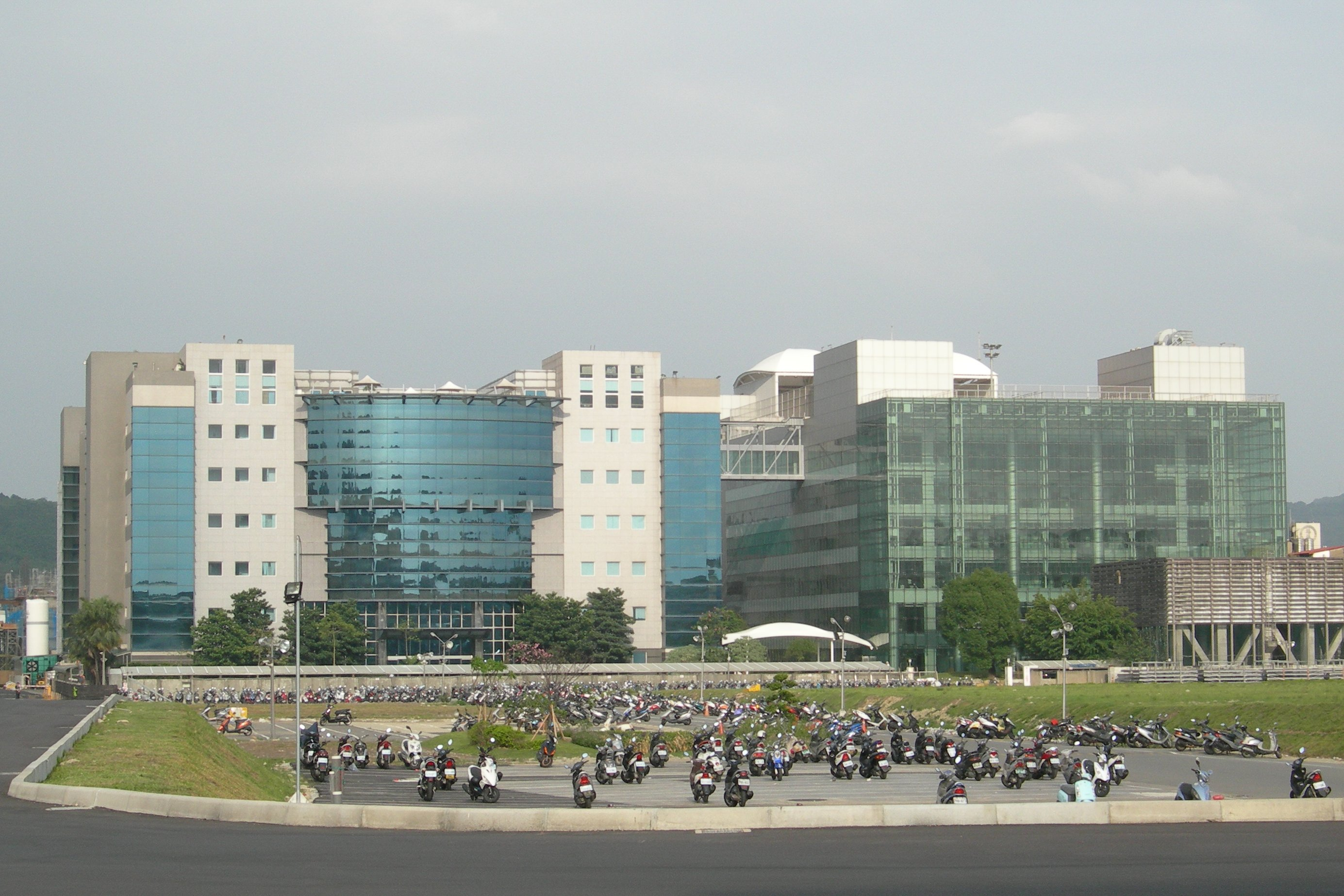
Trụ sở chính của tập đoàn HTC tại Đào Viên

HTC được thành lập vào năm 1997 bởi Vương Tuyết Hồng - Nữ chủ tịch, Trác Hỏa Sĩ – Giám đốc của ban hội đồng kiêm Chủ tịch HTC Foundation, Chu Vĩnh Minh – CEO kiêm Tổng Giám đốc điều hành. Ban đầu là một nhà sản xuất máy tính xách tay, HTC bắt đầu thiết kế một số thiết bị cầm tay không dây và cảm ứng đầu tiên trên thế giới vào năm 1998.
HTC bắt đầu chế tạo PDA và điện thoại thông minh Windows Mobile bắt đầu từ năm 2004 dưới thương hiệu Qtek. Năm 2006, phạm vi được đổi tên thành HTC với sự ra mắt của HTC TyTN.
HTC tạo dựng tên tuổi ban đầu của mình như là một công ty chuyên sản xuất các thiết bị được gắn thương hiệu của các nhà cung cấp mạng hàng đầu thế giới. HTC thành lập quan hệ đối tác độc quyền với những thương hiệu điện thoại di động lớn, bao gồm 5 nhà khai thác mạng hàng đầu ở châu Âu, 4 ở Mỹ, và nhiều nhà khai thác đang phát triển mạnh ở châu Á. HTC cũng đã đưa sản phẩm ra thị trường với các đối tác OEM hàng đầu ngành công nghiệp và kể từ tháng 6 năm 2006, HTC phát triển thương hiệu riêng của mình
HTC được coi là một trong những công ty phát triển nhanh nhất trong lĩnh vực điện thoại di động và đã đạt được những thành tựu đáng kể trong vài năm qua. BusinessWeeks xếp hạng HTC là công ty công nghệ tốt thứ hai ở châu Á trong năm 2007, đồng thời xếp công ty ở vị trí số 3 trong danh sách toàn cầu vào năm 2006.
Năm 2007, HTC mua lại công ty thiết bị di động Dopod International.
Trong năm 2008, HTC đã giới thiệu HTC Max 4G, điện thoại di động GSM đầu tiên hỗ trợ mạng WiMAX.
HTC gia nhập Liên minh thiết bị cầm tay mở của Google và sau đó phát triển và phát hành thiết bị đầu tiên được hỗ trợ bởi Android vào năm 2008, HTC Dream.
Vào tháng 11 năm 2009, HTC đã phát hành HTC HD2, thiết bị Windows Mobile đầu tiên có màn hình cảm ứng điện dung. Cùng năm đó, HTC Sense ra mắt như một giao diện người dùng tiếp tục được sử dụng từ năm 2018.
Trong năm 2009, HTC đã hợp tác với nhà sản xuất ô tô Đài Loan Luxgen để phát triển hệ thống thông tin giải trí "Think+" dựa trên Windows CE cho chiếc Luxgen7 MPV của mình.
Vào tháng 7 năm 2010, HTC thông báo sẽ bắt đầu bán điện thoại thông minh mang thương hiệu HTC tại Trung Quốc trong một quan hệ đối tác với China Mobile. Vào tháng 10 năm 2010, HTC đã ra mắt khẩu hiệu "quiet brilliant" (lặng lẽ rực rỡ) và chiến dịch BẠN, chiến dịch quảng cáo toàn cầu đầu tiên của HTC. Cùng tháng đó, HTC HD7 đã được phát hành như một trong những mẫu khởi động của Windows Phone được tân trang lại của Microsoft. Trong năm 2010, HTC đã bán được hơn 24,6 triệu thiết bị cầm tay, tăng 111% so với năm 2009.
Tại Triễn lãm di động toàn cầu vào tháng 2 năm 2011, Hiệp hội GSM đặt tên HTC là "Nhà sản xuất thiết bị của năm" trong Giải thưởng di động toàn cầu. Vào tháng 4 năm 2011, HTC đã vượt qua Nokia với tư cách là nhà sản xuất điện thoại thông minh lớn thứ ba, sau Apple và Samsung.
Vào ngày 6 tháng 7 năm 2011, HTC đã mua cổ phần của VIA Technologies. Vào ngày 6 tháng 8 năm 2011, HTC mua lại Dashwire với giá 18,5 triệu đô la. Vào tháng 8 năm 2011, HTC đã xác nhận một kế hoạch hợp tác chiến lược với Beats Electronics liên quan đến việc mua lại 51% công ty.
Xếp hạng thương hiệu toàn cầu tốt nhất năm 2011 do Interbrand phát hành, xếp hạng HTC ở vị trí 98 và có giá trị là 3,6 tỷ đô la. Dựa trên nhà nghiên cứu Canalys, trong quý 3 năm 2011, HTC đã trở thành nhà cung cấp điện thoại thông minh lớn nhất tại Mỹ với 24% thị phần, vượt 21% của Samsung, 20% của Apple và 9% của BlackBerry. Tập đoàn HTC đã thực hiện các mô hình khác nhau cho mỗi nhà khai thác.
Trong đầu năm 2012, HTC đã mất phần lớn thị phần tại Hoa Kỳ do sự cạnh tranh ngày càng tăng từ Apple và Samsung. Theo công ty phân tích comScore, HTC chỉ chiếm 9,3% thị trường điện thoại thông minh Hoa Kỳ kể từ tháng 2 năm 2013. Trong bối cảnh sự suy giảm của công ty, Chu Vĩnh Minh đã thông báo với các giám đốc điều hành rằng ông sẽ từ chức nếu chiếc điện thoại hàng đầu mới nhất của công ty, HTC One 2013, đã không tạo ra kết quả bán hàng ấn tượng. Kết quả quý đầu tiên của HTC cho năm 2013 cho thấy lợi nhuận giảm hàng năm của nó bằng 98,1%, làm cho nó có lợi nhuận nhỏ nhất cho công ty - sự chậm trễ của HTC One được coi là một trong những yếu tố. Vào tháng 6 năm 2012, HTC đã chuyển trụ sở chính từ Thành phố Đào Viên (nay là khu Đào Viên) sang quận Tân Điếm, thành phố Tân Bắc. Vào ngày 14 tháng 1 năm 2013, HTC đã ra mắt điện thoại thông minh ở Miến Điện.
HTC One được phát hành vào giữa năm 2013 và sau đó giành được nhiều giải thưởng trong lĩnh vực điện thoại thông minh và thiết kế tốt nhất, nhưng doanh số toàn cầu của HTC One thấp hơn so với Samsung Galaxy S4 và HTC ghi nhận vào đầu tháng 10 năm 2013: thâm hụt dưới 3 tỷ Đài tệ (khoảng 100 triệu đô la Mỹ, 62 triệu bảng Anh). Vấn đề tiếp thị đã được xác định bởi HTC là lý do chính cho hiệu suất so sánh của nó, một yếu tố mà trước đó đã được trích dẫn bởi công ty.
Vào tháng 8 năm 2013, HTC ra mắt một chiến dịch tiếp thị toàn cầu "Here's to Change" (tạm dịch: Đây là thay đổi) với diễn viên Robert Downey, Jr., người đã ký hợp đồng hai năm để trở thành "Instigator of Change" (tạm dịch: Người chủ mưu của sự thay đổi) mới của HTC. Vào ngày 27 tháng 9 năm 2013, HTC thông báo sẽ bán lại cổ phần của mình trong Beats Electronics.
Sau khi phát hành HTC One, hai phiên bản đã được phát hành để tạo thành một bộ ba cho dòng sản phẩm HTC One 2013. Một phiên bản nhỏ hơn có tên HTC One Mini đã được phát hành vào tháng 8 năm 2013 và một phiên bản lớn hơn có tên HTC One Max đã được phát hành vào tháng 10 năm 2013. Tương tự như thiết kế và tính năng của HTC One, các khía cạnh nâng cấp của One Max bao gồm độ hiển thị 5,9 inch (15 cm), cảm biến vân tay và nắp lưng có thể tháo rời cho bộ nhớ mở rộng. Sản phẩm được phát hành tại châu Âu và châu Á vào tháng 10 năm 2013, tiếp theo là một sự ra mắt ở Mỹ vào đầu tháng 11 năm 2013.
Vào tháng 3 năm 2014, HTC đã phát hành HTC One (M8), phiên bản tiếp theo của HTC One, tại các cuộc họp báo ở London và New York. Trong một sự thay đổi từ các lần ra mắt trước đó, HTC One đã có sẵn để mua trên trang web của công ty và các trang web của nhà cung cấp dịch vụ di động Bắc Mỹ trong cùng một ngày sau vài giờ phát hành.
Vào tháng 4 năm 2014, HTC báo cáo doanh thu tăng 12,7% lên 22,1 tỷ Đài tệ, tăng trưởng nhanh nhất của công ty kể từ tháng 10 năm 2011. Vào tháng 9 năm 2014, Google đã chọn HTC để sản xuất máy tính bảng Nexus 9 của mình. Vào tháng 8 năm 2014, HTC đã công bố phiên bản One M8 của Windows Phone, lần đầu tiên sử dụng hệ điều hành từ năm 2012. HTC đã kết thúc mối quan hệ lâu dài với Microsoft sau đó do sự thống trị của Nokia trong các thiết bị Windows Phone và bắt đầu tập trung chỉ trên Android.
Vào ngày 1 tháng 3 năm 2015, HTC đã giới thiệu Vive, một màn hình hiển thị gắn trên thực tế ảo được phối hợp với Tập đoàn Valve. Vào tháng 6 và tháng 10 năm 2015, HTC đã báo lỗ ròng; công ty đã phải đối mặt với sự cạnh tranh gia tăng từ các nhà sản xuất điện thoại thông minh khác, bao gồm Apple, Samsung và các công ty khác, điều này đã dẫn đến sự sụt giảm doanh số điện thoại thông minh của họ, cũng như mất thị phần lớn. Thị phần điện thoại thông minh của hãng đã tăng trở lại 7,2% trong tháng 4 năm 2015 do doanh số bán hàng mạnh mẽ của các thiết bị gần đây, nhưng giá cổ phiếu của HTC đã giảm 90% kể từ năm 2011.
Vào tháng 11 năm 2016, HTC đã báo cáo rằng họ đã bán được ít nhất 140.000 chiếc Vive. Vào tháng 1 năm 2017, HTC đã giới thiệu dòng điện thoại thông minh dòng U mới của mình, U Play và U Ultra; công ty đã mô tả chuỗi U như một "hướng mới" cho điện thoại của mình, nhấn mạnh một trợ lý thực tế ảo tích hợp được phát triển bởi công ty. Vào tháng 2 năm 2017, HTC đã báo cáo rằng trong quý IV năm 2016, lỗ hoạt động của công ty đã giảm 13% so với cùng kỳ năm ngoái, dẫn đến "hiệu suất bán hàng mạnh mẽ" và doanh thu tuần tự tăng trong suốt cả năm.
Vào ngày 21 tháng 9 năm 2017, Google tuyên bố sẽ thu được khoảng một nửa trong số 4.000 nhân viên làm việc trong đội ngũ thiết kế và nghiên cứu của HTC và các giấy phép không độc quyền đối với tài sản trí tuệ liên quan đến điện thoại thông minh do HTC nắm giữ, với 1,1 tỷ USD. Các nhân viên bao gồm cả nhóm tham gia vào điện thoại thông minh Pixel của Google do HTC sản xuất. Google tuyên bố rằng việc mua này là một phần trong nỗ lực của mình nhằm thúc đẩy hoạt động kinh doanh phần cứng của bên thứ nhất. Giao dịch được hoàn thành vào ngày 30 tháng 1 năm 2018; trong khi HTC sẽ tiếp tục sản xuất điện thoại thông minh của riêng mình, công ty đã tuyên bố rằng họ dự định tăng cường tập trung vào Internet of Things (IoT) và thực tế ảo trong tương lai.
Vào ngày 26 tháng 3 năm 2018, HTC báo cáo một khoản lỗ ròng hàng quý là 337 triệu đô la Mỹ trong quý IV năm 2017, dẫn đến "cạnh tranh thị trường, kết hợp sản phẩm, giá cả và ghi nhận hàng tồn kho". Giao dịch của công ty với Google sẽ được phản ánh trong quý đầu tiên của năm 2018. HTC cho biết sẽ sử dụng doanh thu để tiếp tục đầu tư vào các công nghệ mới nổi. Công ty cũng đã trích dẫn các khoản đầu tư VR ngày càng tăng, bao gồm mô hình Vive Pro sắp tới và Vive Focus - một tai nghe VR "tất cả trong một" độc lập được công bố vào tháng 11 năm 2017.
Vào tháng 7 năm 2018, HTC đã tiết lộ rằng họ đã tham gia hợp tác với nhà phát triển trò chơi và ứng dụng và nhà xuất bản Animoca. Điều này bao gồm phát triển sản phẩm và hợp tác chung trong các lĩnh vực như trò chơi, blockchain, trí tuệ nhân tạo, học máy, tăng cường thực tế và thực tế ảo. [51] Các trò chơi của Animoca sẽ được cài đặt sẵn trên các thiết bị HTC trong tương lai.

## Tranh tụng

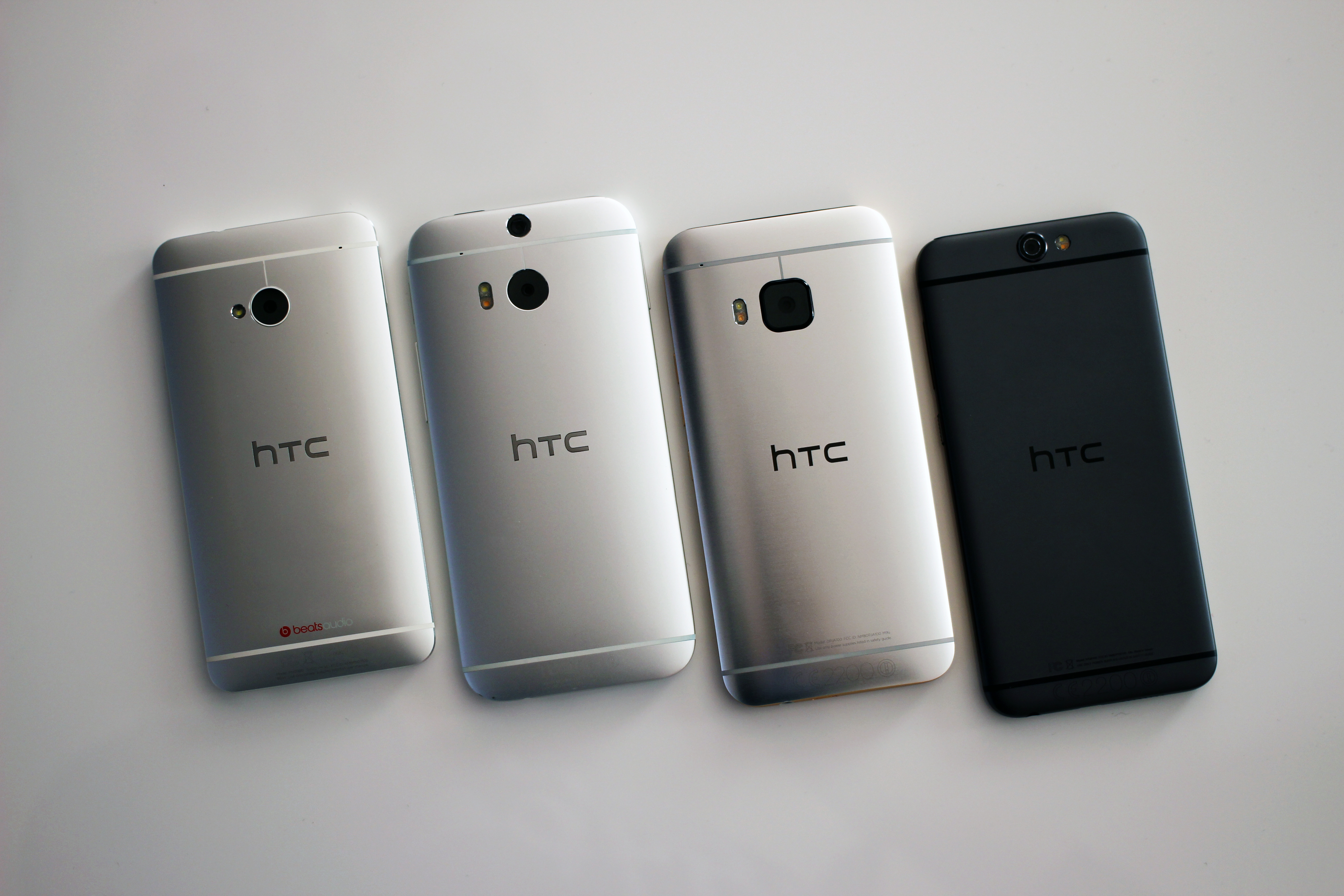
Lịch sử HTC One

Vào tháng 3 năm 2010, Apple đã đệ đơn khiếu nại với Ủy ban Thương mại Quốc tế Hoa Kỳ tuyên bố vi phạm 20 bằng sáng chế của nó bao gồm các khía cạnh của giao diện người dùng iPhone và phần cứng. HTC không đồng ý với hành động của Apple và nhắc lại cam kết của mình trong việc tạo ra các điện thoại thông minh sáng tạo. HTC cũng đã đệ đơn khiếu nại chống lại Apple vì vi phạm năm bằng sáng chế của mình và tìm cách cấm nhập khẩu các sản phẩm của Apple vào Mỹ từ các cơ sở sản xuất ở châu Á. Apple đã mở rộng khiếu nại ban đầu của mình bằng cách thêm hai bằng sáng chế nữa.
Vào ngày 10 tháng 11 năm 2012, Apple và HTC đã đạt được thỏa thuận cấp phép 10 năm bao gồm các bằng sáng chế hiện tại và tương lai do hai công ty nắm giữ. Các điều khoản của thỏa thuận được bảo mật.
Vào tháng 2 năm 2013, HTC đã giải quyết với Ủy ban Thương mại Liên bang Hoa Kỳ về an ninh lỏng lẻo trên hơn 18 triệu điện thoại thông minh và máy tính bảng nó đã được chuyển cho khách hàng và đồng ý với các bản vá bảo mật.

## Thông tin công ty
Chủ tịch kiêm giám đốc điều hành của HTC là Vương Tuyết Hồng, con gái của Wang Yung-ching, người sáng lập tập đoàn nhựa và hóa dầu Tập đoàn nhựa Formosa. Chu Vĩnh Minh là người đứng đầu phòng thí nghiệm phát triển tương lai của HTC, và HT Cho là Giám đốc của Hội đồng quản trị và Chủ tịch của HTC Foundation. Giám đốc tài chính của HTC là Hui-Ming Cheng. Ngoài việc là chủ tịch của HTC, Vương Tuyết Hồng cũng là chủ tịch của VIA Technologies. Các bộ phận chính của HTC, bao gồm bộ phận kỹ thuật IA (Thiết bị thông tin) và bộ phận kỹ thuật của WM (Mobile không dây), là các cơ sở có tiêu chuẩn ISO 9001/ISO 14001.
Sự tăng trưởng của công ty đã tăng nhanh chóng kể từ khi được Microsoft lựa chọn là đối tác phát triển nền tảng phần cứng cho hệ điều hành Windows Mobile (dựa trên Windows CE). HTC cũng làm việc với Google để xây dựng các điện thoại di động chạy hệ điều hành di động Android của Google như Nexus One. Doanh số bán hàng của HTC đạt 2,2 tỷ USD trong năm 2005, tăng 102% so với năm trước. Năm 2005, nó được liệt kê là công ty công nghệ phát triển nhanh nhất trong BusinessWeeks Info Tech 100.
HTC đầu tư mạnh vào nghiên cứu và phát triển, chiếm một phần tư nhân viên của mình. Trụ sở Bắc Mỹ của công ty đặt tại Bellevue, Washington. HTC điều hành một văn phòng thiết kế phần mềm ở Seattle (gần trụ sở Bắc Mỹ), nơi thiết kế giao diện riêng cho điện thoại của mình. Trong năm 2011, HTC cũng đã mở một văn phòng nghiên cứu và phát triển ở Durham, Bắc Carolina, để tập trung vào nhiều lĩnh vực công nghệ không dây.
Vào ngày 17 tháng 2 năm 2010, Fast Company xếp hạng HTC là công ty sáng tạo nhất thứ 31 trên thế giới. Vào ngày 27 tháng 5 năm 2011, để đáp lại phản hồi của khách hàng, HTC thông báo rằng họ sẽ không còn khóa bootloader trên điện thoại Android của mình nữa.

## Tài trợ thể thao

### Đạp xe
HTC đã tài trợ cho đội đua xe đạp chuyên nghiệp của HTC-Highroad từ năm 2009 đến năm 2011.

### Hiệp hội bóng đá
Năm 2012, HTC trở thành nhà tài trợ điện thoại thông minh chính thức của UEFA Champions League và UEFA Europa League. Hợp đồng này sẽ kéo dài trong ba năm và làm cho HTC trở thành một trong những nhà tài trợ chính của hai cuộc thi. HTC cũng đã trở thành nhà tài trợ áo cho thương hiệu NorthEast United FC của Indian Super League trong mùa giải 2014, 2015 và 2016.

### Cricket
Trước mùa giải 2015, nhượng quyền thương mại cho Kings XI Punjab của Indian Premier League đã ký một thỏa thuận tài trợ với HTC. Theo thỏa thuận, HTC sẽ là nhà tài trợ chính thức của đội và logo của công ty sẽ nằm ở ngực phải trên áo chơi Kings XI Punjab.

### eSports
HTC tài trợ các đội eSports chuyên nghiệp như Team SoloMid, Cloud9, Team Liquid và J Team, (trước đây gọi là Taipei Assassin).
HTC tài trợ một giải đấu Super Smash Bros. Melee, HTC Throwdown, được tổ chức vào ngày 19 tháng 9 năm 2015, tại San Francisco. Vào cuối năm 2015, công ty cũng tài trợ cho việc tạo ra SSBMRank năm đó, bảng xếp hạng hàng năm của những người chơi Melee giỏi nhất thế giới.